# Crostwick
Crostwick is een civil parish in het bestuurlijke gebied Broadland, in het Engelse graafschap Norfolk met 97 inwoners.